# آلو دوپیکوف
آلو دوپیکوف (استونیایی: Alo Dupikov؛ زادهٔ ۵ نوامبر ۱۹۸۵) بازیکن فوتبال اهل استونی است.
از باشگاه‌هایی که در آن بازی کرده‌است می‌توان به باشگاه فوتبال نومه کالیو، باشگاه فوتبال سیلامائه کالو، باشگاه فوتبال فلورا تالین، و باشگاه فوتبال ویلیاندی تولویک اشاره کرد.
وی همچنین در تیم‌های ملی فوتبال زیر ۱۷ سال استونی، زیر ۱۹ سال استونی، زیر ۲۱ سال استونی، استونی، و اتحادیه فوتبال استونی بازی کرده‌است.